# 北合志村
北合志村（きたごうしむら）は、熊本県の北部、菊池郡にあった村。

## 歴史
- 1889年4月1日 - 町村制施行。新明村、伊坂村、小原村、麓村が合併して北合志村が成立。
- 1956年5月1日 - 旭野村と合併して旭志村となり消滅。

## 学校
- 北合志村立麓小学校
- 北合志村立新明小学校